# Bonansa
Bonansa – gmina w Hiszpanii, w prowincji Huesca, w Aragonii, o powierzchni 37,29 km². W 2011 roku gmina liczyła 96 mieszkańców.